# Haddon Hall
Haddon Hall è una casa di campagna inglese che sorge sulle rive del Wye a Bakewell, nella contea del Derbyshire, ed è una delle dimore del Duca di Rutland, attualmente occupata da Lord Edward Manners, fratello dell'attuale duca. La casa mantiene forme tipicamente medievali ed è stata definita come "una delle case più complete ed interessanti della sua epoca".

## Storia
(Simon Jenkins)
Le origini della casa sono databili all'XI secolo; l'attuale aspetto, un miscuglio di medievale e Stile Tudor, presenta varie aggiunte costruite in più riprese fra il XIII e il XVII secolo.
La famiglia Vernon acquisì il maniero di Nether Haddon attraverso un matrimonio nel XIII secolo. Qualche secolo dopo Dorothy Vernon, figlia ed erede di George Vernon (1508 circa-31 agosto 1565), sposò John Manners, secondogenito di Thomas Manners, I conte di Rutland, nel 1563. Secondo una leggenda fiorita nel XIX secolo, i due fuggirono insieme per potersi sposare contro il parere delle famiglie e da essa nacquero poi un certo numero di racconti, libri o film. Nondimeno i due ereditarono Haddon Hall alla morte di George, e il loro nipote John Manners, VIII conte di Rutland ereditò il contado da un lontano cugino nel 1641. Suo figlio John Manners, I duca di Rutland, divenne primo Duca di Rutland nel 1703; un paio di secoli dopo John Manners, IX duca di Rutland (21 settembre 1886-22 aprile 1840), spese buona parte della propria vita a restaurare il maniero.
Le origini della casa si datano attorno all'XI secolo quando apparteneva, nel 1087, a William Peverel, figlio illegittimo di Guglielmo I d'Inghilterra, come risulta dai rilevamenti che sono registrati nel Domesday Book. Benché la casa non divenne mai un vero e proprio castello, vi fu permesso di costruire un muro di cinta come si evince dalla licenza che venne accordata nel 1194. In quegli anni sir Richard Vernon aveva acquisito per matrimonio la casa sposando l'ereditiera di Haddon, che altri non era che una delle discendenti illegittime di Guglielmo I. Suo figlio William Vernon divenne High Sheriff del Lancashire e Chief justice dello Cheshire. Altri membri importanti della famiglia furono Richard Vernon, Speaker della Camera dei comuni, e suo figlio William, che divenne Lord High Constable e gli succedette quale Tesoriere di Calais.
Suo nipote Henry Vernon (1441-1515), oltre a essere tesoriere per Arturo Tudor, fu nominato cavaliere dell'Ordine del Bagno e ricostruì Haddon Hall.
Arriviamo quindi a Sir George Vernon (1503 circa - 31 agosto 1565) che aveva due figlie, Margaret e Dorothy. Nel 1563 quest'ultima andò in matrimonio a John Manners, secondogenito di Thomas Manners, I conte di Rutland. Leggenda vuole che George disapprovasse tale unione, forse perché i Manners erano protestanti e i Vernon cattolici o forse perché il secondogenito di un conte aveva prospettive finanziarie incerte. Sempre secondo la leggenda, George vietò alla figlia di vedere John e a questi vietò di corteggiare la giovane. Sfruttando la protezione della folla riunitasi ad Haddon Hall per un ballo, Dorotthy fuggì attraverso i giardini fino a raggiungere un ponticello dove John la stava aspettando, e i due fuggirono per sposarsi. Se mai questa fuga ci fu davvero i due presto ricucirono i rapporti con George tanto che, quando egli morì due anni dopo, i due ereditarono la proprietà di famiglia.
Nel 1641 il loro nipote John Manners, VIII conte di Rutland, ereditò il contado di Rutland a seguito della morte di un distante cugino, George Manners, VII conte di Rutland, le cui proprietà includevano anche il Belvoir Castle.
Quando nel 1703 il figlio di John, John Manners, I duca di Rutland, divenne Duca di Rutland, si trasferì al castello di Belvoir e i suoi eredi usarono Haddon Hall relativamente poco, così che la casa rimase in condizioni pressoché inalterate da quando era entrata in possesso della famiglia Manners nel 1565. Nel 1920 John Manners, IX duca di Rutland (21 settembre 1886-22 aprile 1940), ne realizzò l'importanza e passò parte della propria vita a restaurarla. L'attutale aspetto in stile medievale e Tudor comprende alcune sezioni risalenti all'XI secolo, ma la maggior parte è costituita da camere addizionali aggiunte dalle generazioni di Peverel, Avenel, Vernon e Manners che l'hanno abitata.
La casa grande venne costruita in più riprese fra il XIII e il XVII secolo: la sala dei banchetti (con la galleria dei menestrelli), le cucine e il salotto sono datati al 1370, mentre la cappella di San Nicola fu completata nel 1427. Per generazioni la calce nascose e protesse gli affreschi risalenti a prima della Riforma.
Il IX duca realizzò un giardino cintato di Ars topiaria, aggiungendo anche un piccolo cottage con gli emblemi della testa di leone e del pavone, stemmi araldici dei Vernon e dei Manners. Haddon Hall è di proprietà della famiglia Manners ed attualmente vi risiede Edward Manners, fratello di David Manners, XI duca di Rutland (1955-).

## Nell'arte
La casa appare al centro di numerose opere letterarie e teatrali la maggioranza delle quali incentrate sulla leggendaria fuga di Dorothy Vernon e John Manners, fra queste si ricordano:
- King of the Peak- A Derbyshire Tale ad opera di Allan Cunningham e pubblicata nel 1882 sul London Magazine
- The King of the Peak – A Romance romanzo del 1823 in tre volumi ad opera di William Bennett (1796–1879), scritta sotto lo pseudonimo di Lee Gibbons
- The Love Steps of Dorothy Vernon un racconto breve di Eliza Meteyard (1816–1879) scritta sotto pseudonimo nel 1849, prima versione completa della leggenda
- L'Opera comica Haddon Hall, musica di Arthur Sullivan e libretto di Sydney Grundy (23 marzo 1848-4 luglio 1914), prima a Londra nel 1892
- Il romanzo Dorothy Vernon of Haddon Hall scritto da Charles Major (25 luglio 1856-13 febbraio 1913) del 1902
- Dorothy Vernon of Haddon Hall opera teatrale omonima e tratta dal romanzo di cui sopra, debuttò a Broadway nel 1903

Dorothy ò the Hall opera teatrale adattata dal romanzo di Major per i teatri londinesi da Fred Terry e dalla moglie Julia Neilson, debuttò nel 1906.
- Dorothy Vernon of Haddon Hall film del 1924 tratto dal romanzo di Major con Mary Pickford, regia di Marshall Neilan.

La casa in sé venne anche usata numerose volte, sia in interno che in esterno, come set cinematografico. Negli anni è diventata:
- il castello del principe Humperdinck nella La storia fantastica, film del 1987 con Cary Elwes, Robin Wright e regia di Rob Reiner
- Thornfield Hall nel film Jane Eyre del 1996, regia di Franco Zeffirelli, con Charlotte Gainsbourg e William Hurt
- parte del set di Elizabeth del 1998 con Cate Blanchett, Geoffrey Rush e regia di Shekhar Kapur
- parte del set di Orgoglio e pregiudizio del 2005 con Keira Knightley e Matthew Macfadyen, regia di Joe Wright
- Thornfield Hall in Jane Eyre della BBC del 2006 con Ruth Wilson e Toby Stephens, regia di Susanna White.
- Thornfield Hall in Jane Eyre del 2011 con Mia Wasikowska e Michael Fassbender, regia di Cary Fukunaga.